# Stregda
Stregda is een dorp in de Duitse gemeente Eisenach in  Thüringen. De naam komt al voor in een oorkonde uit 1287. In 1991 werd het dorp samengevoegd met een aantal andere dorpen tot de gemeente Lerchenberg, die zelf in 1994 opging in de stad Eisenach.